# 高台子镇 (大庆市)
高台子镇，是中华人民共和国黑龙江省大庆市大同区下辖的一个乡镇级行政单位。

## 行政区划
高台子镇下辖以下地区：
西太平村、东太平村、七撮房村、永跃村、羊草沟村、更新村和老房身村。